# 24. ceremonia wręczenia Oscarów
24. ceremonia rozdania Oscarów odbyła się 20 marca 1952 roku w RKO Pantages Theatre w Los Angeles.

## Laureaci i nominowani
Dla wyróżnienia zwycięzców poszczególnych kategorii, napisano ich pogrubioną czcionką oraz umieszczono na przedzie (tj. poza kolejnością nominacji na oficjalnych listach).

### Najlepszy Film
Jest to pierwsza ceremonia podczas której nagrodę i nominację w tej kategorii otrzymuje producent, a nie wytwórnia.
- Arthur Freed − Amerykanin w Paryżu
- Anatole Litvak i Frank McCarthy − Decyzja przed świtem
- George Stevens − Miejsce pod słońcem
- Sam Zimbalist − Quo Vadis
- Charles K. Feldman − Tramwaj zwany pożądaniem

### Najlepszy Aktor
- Humphrey Bogart − Afrykańska królowa
- Marlon Brando − Tramwaj zwany pożądaniem
- Montgomery Clift − Miejsce pod słońcem
- Arthur Kennedy − Bright Victory
- Fredric March − Śmierć komiwojażera

### Najlepsza Aktorka
- Vivien Leigh − Tramwaj zwany pożądaniem
- Katharine Hepburn − Afrykańska królowa
- Eleanor Parker − Opowieści o detektywie
- Shelley Winters − Miejsce pod słońcem
- Jane Wyman − The Blue Veil

### Najlepszy Aktor Drugoplanowy
- Karl Malden − Tramwaj zwany pożądaniem
- Leo Genn − Quo Vadis
- Kevin McCarthy − Śmierć komiwojażera
- Peter Ustinov − Quo Vadis
- Gig Young − Come Fill the Cup

### Najlepsza Aktorka Drugoplanowa
- Kim Hunter − Tramwaj zwany pożądaniem
- Joan Blondell − The Blue Veil
- Mildred Dunnock − Śmierć komiwojażera
- Lee Grant − Opowieści o detektywie
- Thelma Ritter − The Mating Season

### Najlepszy Reżyser
- George Stevens − Miejsce pod słońcem
- John Huston − Afrykańska królowa
- Vincente Minnelli − Amerykanin w Paryżu
- William Wyler − Opowieści o detektywie
- Elia Kazan − Tramwaj zwany pożądaniem

### Najlepszy Scenariusz Oryginalny
- Alan Jay Lerner − Amerykanin w Paryżu
- Billy Wilder, Lesser Samuels i Walter Newman − As w potrzasku
- Philip Dunne − Dawid i Betszeba
- Robert Pirosh − Go for Broke!
- Clarence Greene, Russell Rouse − The Well

### Najlepsze Materiały do Scenariusza
- Paul Dehn i James Bernard − Siedem dni do dwunastej w południe
- Budd Boetticher i Ray Nazarro − Bullfighter and the Lady
- Oscar Millard − Płetwonurkowie
- Robert Riskin i Liam O’Brien − Przybywa narzeczony
- Alfred Hayes i Stewart Stern − Teresa

### Najlepszy Scenariusz Adaptowany
- Michael Wilson i Harry Brown − Miejsce pod słońcem
- James Agee i John Huston − Afrykańska królowa
- Philip Yordan i Robert Wyler − Opowieści o detektywie
- Max Ophüls i Jacques Natanson − Rondo
- Tennessee Williams − Tramwaj zwany pożądaniem

### Najlepsze Zdjęcia

#### Film Czarno-Biały
- William C. Mellor − Miejsce pod słońcem
- Franz Planer − Śmierć komiwojażera
- Norbert Brodine − Płetwonurkowie
- Robert Burks − Nieznajomi z pociągu
- Harry Stradling − Tramwaj zwany pożądaniem

#### Film Kolorowy
- Alfred Gilks i John Alton − Amerykanin w Paryżu
- Leon Shamroy − Dawid i Betszeba
- Robert Surtees i William V. Skall − Quo Vadis
- Charles Rosher − Statek komediantów
- John F. Seitz i W. Howard Greene − When Worlds Collide

### Najlepsza Scenografia i Dekoracja Wnętrz

#### Film Czarno-Biały
- Richard Day i George James Hopkins − Tramwaj zwany pożądaniem
- Lyle Wheeler, Leland Fuller, Thomas Little i Fred J. Rode − Czternaście godzin
- Lyle Wheeler, John DeCuir, Thomas Little i Paul S. Fox − House on Telegraph Hill
- D’Eaubonne − Rondo
- Cedric Gibbons, Paul Groesse, Edwin B. Willis i Jack D. Moore − Too Young to Kiss

#### Film Kolorowy
- Cedric Gibbons, Preston Ames, Edwin B. Willis i Keogh Gleason − Amerykanin w Paryżu
- Lyle Wheeler, George Davis, Thomas Little i Paul S. Fox − Dawid i Betszeba
- Lyle Wheeler, Leland Fuller, Joseph C. Wright, Thomas Little i Walter M. Scott − On the Riviera
- William A. Horning, Cedric Gibbons, Edward Carfagno i Hugh Hunt − Quo Vadis
- Hein Heckroth − Opowieści Hoffmanna

### Najlepszy Dźwięk
- Metro-Goldwyn-Mayer Studio Sound Department, reżyser dźwięku: Douglas Shearer − The Great Caruso
- Universal-International Studio Sound Department, reżyser dźwięku: Leslie I. Carey − Bright Victory
- Samuel Goldwyn Studio Sound Department, reżyser dźwięku: Gordon Sawyer − I Want You
- Warner Bros. Studio Sound Department, reżyser dźwięku: płk Nathan O. Levinson − Tramwaj zwany pożądaniem
- RKO Radio Studio Sound Department, reżyser dźwięku: John Aalberg − Two Tickets to Broadway

### Najlepsza Piosenka
- „In the Cool, Cool, Cool of the Evening” − Przybywa narzeczony − muzyka: Hoagy Carmichael, słowa: Johnny Mercer
- „A Kiss to Build a Dream On”  − Pasek − muzyka i słowa: Bert Kalmar, Harry Ruby i Oscar Hammerstein II
- „Never” − Golden Girl − muzyka: Lionel Newman, słowa: Eliot Daniel
- „Too Late Now” − Królewskie wesele − muzyka: Burton Lane, słowa: Alan Jay Lerner
- „Wonder Why” − Rich, Young and Pretty − muzyka: Nicholas Brodszky, słowa: Sammy Cahn

### Najlepsza Muzyka

#### Dramat
- Franz Waxman − Miejsce pod słońcem
- Alfred Newman − Dawid i Betszeba
- Alex North − Śmierć komiwojażera
- Miklós Rózsa − Quo Vadis
- Alex North − Tramwaj zwany pożądaniem

#### Musical
- Johnny Green i Saul Chaplin − Amerykanin w Paryżu
- Oliver Wallace − Alicja w Krainie Czarów
- Peter Herman Adler i Johnny Green − The Great Caruso
- Alfred Newman − On the Riviera
- Adolph Deutsch i Conrad Salinger − Statek komediantów

### Najlepszy Montaż
- William Hornbeck − Miejsce pod słońcem
- Adrienne Fazan − Amerykanin w Paryżu
- Dorothy Spencer − Decyzja przed świtem
- Ralph E. Winters − Quo Vadis
- Chester Schaeffer − The Well

### Najlepsze Kostiumy

#### Film Czarno-Biały
- Edith Head − Miejsce pod słońcem
- Walter Plunkett i Gile Steele − Miła staruszka
- Charles LeMaire i Renie − The Model and the Marriage Broker
- Edward Stevenson i Margaret Furse − The Mudlark
- Lucinda Ballard − Tramwaj zwany pożądaniem

#### Film Kolorowy
- Orry-Kelly, Walter Plunkett i Irene Sharaff − Amerykanin w Paryżu
- Charles LeMaire i Edward Stevenson − Dawid i Betszeba
- Helen Rose i Gile Steele − The Great Caruso
- Herschel McCoy − Quo Vadis
- Hein Heckroth − Opowieści Hoffmanna

### Najlepsze Efekty Specjalne
- Paramount Pictures − When Worlds Collide

### Najlepszy Krótkometrażowy Film Animowany
- Fred Quimby − Dwaj myszkieterowie (z serii Tom i Jerry)
- Walt Disney − Zbaraniały lew
- Stephen Bosustow − Rooty Toot Toot (z serii Jolly Frolics)

### Najlepszy Krótkometrażowy Film na Jednej Rolce
- Robert Youngson − World of Kids
- Jack Eaton − Grantland Rice Sportscope R-11-2: Ridin' the Rails
- Robert G. Leffingwell − The Story of Time

### Najlepszy Krótkometrażowy Film na Dwóch Rolkach
- Walt Disney − Nature's Half Acre
- Les Films du Compass − Balzac
- Tom Mead − Danger under the Sea

### Najlepszy Film Dokumentalny

#### Krótkometrażowy
- Fred Zinnemann we współpracy z Paramount Pictures dla Szpitala Ortopedycznego w Los Angeles − Benjy
- Owen Crump[1] − One Who Came Back
- Gordon Hollingshead − The Seeing Eye

#### Pełnometrażowy
- Olle Nordemar − Kon-Tiki
- Bryan Foy − I Was a Communist for the F.B.I.

### Najlepszy Film Nieanglojęzyczny
- Rashōmon –  Japonia

### Oscary Honorowe i Specjalne
- Gene Kelly – Za całokształt pracy aktorskiej

### Nagroda im. Irvinga G. Thalberga
- Arthur Freed

### Nagrody Naukowe i Techniczne

#### Klasa II
- Gordon Jennings, S. L. Stancliffe i Paramount Studio Special Photographic and Engneering Departments − for the design, construction and application of a servo-operated recording and repeating device. [Special Photographic]
- Olin L. Dupy z Metro-Goldwyn-Mayer − for the design, construction and application of a motion picture reproducing system. [Special Photographic]
- Radio Corporation of America, Victor Division − for pioneering direct positive recording with anticipatory noise reduction. [Sound]

#### Klasa III
- Richard M. Haff, Frank P. Herrnfeld, Garland C. Misener i Ansco Film Division Of General Aniline and Film Corporation − for the development of the Ansco color scene tester. [Laboratory]
- Fred Ponedel, Ralph Ayres i George Brown z Warner Bros. − for an air-driven water motor to provide flow, wake and white water for marine sequences in motion pictures. [Stage Operations]
- Glen Robinson i Metro-Goldwyn-Mayer Studio Construction Department − for the development of a new music wire and cable cutter. [Stage Operations]
- Jack Gaylord i Metro-Goldwyn-Mayer Studio Construction Department − for the development of balsa falling snow. [Stage Operations]
- Carlos Rivas z Metro-Goldwyn-Mayer − for the development of an automatic magnetic film splicer. [Editorial]